# Megan Charpentier
Megan Charpentier (New Westminster, 26 de maio de 2001) é uma atriz canadense. Suas aparições mais conhecidas foram em seu papel como a criança Victoria no filme de terror Mama, e como a Rainha Vermelha em Resident Evil: Retribution.

## Vida pessoal
Charpentier nasceu em 26 de maio de 2001 e foi criada no Canadá com seu pai Maurice J. Charpentier e sua mãe Anne V. Charpentier. Ela tem duas irmãs mais novas Madison and Genea. Atualmente mora em Vancouver com sua família. Seus hobbies incluem passeios a cavalo, ciclismo e futebol.

## Carreira
Charpentier começou sua carreira aos três anos, aparecendo em um comercial Hasbro depois de ser fazer uma audição. Desde então, ela fez várias aparições em diversos programas de TV, mais notavelmente em Supernatural como Tess McAnn e ela também tem atuado em vários filmes para a TV. Ela é freqüentemente associada com Amanda Seyfried e interpretou a versão mais nova da atriz duas vezes, a primeira vez foi em Jennifer's Body (2009) e depois em Red Riding Hood (2011). Apareceu em Resident Evil: Retribution como a Rainha Vermelha e em Mama como Victoria. Ela também atuou no filme A Cabana como Kate Phillips.

## Filmografia
| 2008 | The Christmas Clause                     | Anna              | Filme para TV  |
| 2009 | Storm Seekers                            | Jovem Leah        | Filme para TV  |
| 2009 | Jennifer's Body                          | Jovem Needy       |                |
| 2010 | Perigo Oculto                            | Emily Arnold      | Filme para TV  |
| 2010 | Kid's Court                              | Lawyer Annie      | Curta-Metragem |
| 2011 | Frankie & Alice                          | Jovem Paige       |                |
| 2011 | A Garota da Capa Vermelha                | JJovePós-Produçãi |                |
| 2012 | Resident Evil: Retribuição               | Rainha Vermelha   |                |
| 2013 | The Old Woman in the Woods               | Irmã Mais Velha   | Curta-Metragem |
| 2013 | Mama                                     | Victoria          |                |
| 2013 | Profile for Murder                       | Amber             | Filme para TV  |
| 2013 | Never Ever                               | Melanie           | Curta-Metragem |
| 2014 | Rattlesnake                              | Criança           | Curta-Metragem |
| 2014 | Pinocchio Projec                         | Brittany Anderson | Filme          |
| 2014 | Cat's Worst Christmas Ever               | Chrystal          | Filme para TV  |
| 2015 | Signed, Sealed, Delivered: Truth Be Told | Phoebe Amidon     | Filme para TV  |
| 2016 | Operation Christmas                      | Danielle Roberts  | Filme para TV  |
| 2017 | A Cabana                                 | Kate Philips      | Filme          |
| 2017 | It: A Coisa                              | Greta Keene       | Filme          |
| 2019 | It - Capítulo 2                          | Greta Keene       | Filme          |

| Ano  | Série/Filme                    | Personagem        | Notas                                    |
| ---- | ------------------------------ | ----------------- | ---------------------------------------- |
| 2007 | Painkiller Jane                | criança           | Episódio: "Thanks for the Memories"      |
| 2007 | Aliens in America              | Anita Jovem       | Episódio: "The Metamorphosis"            |
| 2009 | The Guard                      | Ellie Vanderlee   | Episódio: "He Is Heavy, He's My Brother" |
| 2009 | Fringe                         | criança           | Episódio: "Earthling"                    |
| 2010 | Life Unexpected                | Jovem Lux Cassidy | Episódio: "Storm Weathered"              |
| 2010 | Hiccups                        | criança no ônibus | Episódio: "Autograph Hound"              |
| 2010 | R.L. Stine's The Haunting Hour | Julia             | 2 Episódios                              |
| 2010 | Psych                          | Little Sister     | Episódio: "Yang 3 in 2D"                 |
| 2012 | Supernatural                   | Tess McAnn        | Episódio: "Party On, Garth"              |
| 2014 | Motive                         | Jackie Robinson   | Episódio: "Deception"                    |
| 2018 | Locke & Key                    | Kinsey Locke      | 1 Episódio                               |

## Prêmios e indicações
| Ano  | Prêmio             | Categoria                                    | Filme | Resultado | Referências |
| ---- | ------------------ | -------------------------------------------- | ----- | --------- | ----------- |
| 2014 | Young Artist Award | Best Leading Young Actress in a Feature Film | Mama  | Indicado  | [ 1 ]       |